# 默特爾 (密西西比州)
默特爾（英語：Myrtle）是位於美國密西西比州尤寧縣的城鎮。

## 人口
根據2020年美國人口普查的數據，默特爾的面積為5.40平方千米，皆為陸地。當地共有人口484人，而人口密度為每平方千米90人。